# Pakch'ŏn-gun
Pakch'ŏn-gun (koreanska: 포천군, P’och’ŏn-gun, Pakch’ŏn-gun, 박천군) är en kommun i Nordkorea.   Den ligger i provinsen Norra P'yŏngan, i den västra delen av landet, 70 km norr om huvudstaden Pyongyang.